# The Sound of Animals Fighting
The Sound of Animals Fighting fue un grupo musical de rock/rock progresivo con miembros de Finch, Rx Bandits, y Circa Survive. El grupo fue formado por Rich Balling.
Todas las partes del álbum "Tiger and the Duke" fueron grabadas individualmente por cada miembro, y estos solo pudieron escuchar la parte en la que ellos contribuyeron. El único miembro que escuchó todo el álbum durante el proceso de grabación fue Balling.
Durante el 2005, Craig Owens de Chiodos fue anunciado como uno de los vocalistas para el siguiente álbum.

## Miembros originales (Tiger and the Duke)
- The Nightingale - Rich Balling (Vocals), de Rx Bandits.
- The Walrus - Matt Embree (Lead Guitar), Vocals/Guitar para Rx Bandits.
- The Lynx - Chris Tsagakis (batería), batería Rx Bandits.
- The Tiger - Randy "R2K" Strohmeyer (Guitarra), guitarrista de Finch.
- The Tortoise - Derek Doherty (Bajo), Bajo de Finch.
- The Skunk - Anthony Green (Vocals), Vocalista de Circa Survive.
- The Bear - Chris Fudurich (Mezcla y programación), Produjo para Rx Bandits, Nada Surf, y Allister.
- The Raven - Marc Mcknight (Arte), Bajo de Atreyu.
- The Swan - Vanessa Chibba (Relaciones públicas)
- The Dog - Chris Haynie (Autor de Story that Accompanies the Music)
- The Ferret - Kyle Homme (Ingeniero)
- The Octopus - Charlie Adams (Patrone)
- The Armadillo - Rich Zahniser (Ingeniero, Voces), ex Hippos
- The Llamma – Cantante de opera, nombre no publicado

## Contribuidores adicionales (En el próximo álbum)
- Craig Owens de Chiodos (Vocales)
- Keith de Days Away (Vocales)

## Discografía
- Tiger And The Duke (2005)
- Lover, the Lord Has Left Us... (2006)
- The Ocean And The Sun (2008)